# Kanton Crépy-en-Valois
Crépy-en-Valois is een kanton van het Franse departement Oise. Het kanton maakt deel uit van het arrondissement Senlis.

## Gemeenten
Het kanton Crépy-en-Valois omvatte tot en met 2014 de volgende gemeenten:
- Auger-Saint-Vincent
- Béthancourt-en-Valois
- Béthisy-Saint-Martin
- Béthisy-Saint-Pierre
- Bonneuil-en-Valois
- Crépy-en-Valois (hoofdplaats)
- Duvy
- Éméville
- Feigneux
- Fresnoy-la-Rivière
- Gilocourt
- Glaignes
- Morienval
- Néry
- Ormoy-Villers
- Orrouy
- Rocquemont
- Rouville
- Russy-Bémont
- Saintines
- Séry-Magneval
- Trumilly
- Vauciennes
- Vaumoise
- Vez

Ingevolge het decreet van 20 februari 2014 werd de kantonindeling gewijzigd met uitwerking in maart 2015. Sindsdien omvat het de gemeenten:
- Auger-Saint-Vincent
- Béthancourt-en-Valois
- Béthisy-Saint-Martin
- Béthisy-Saint-Pierre
- Bonneuil-en-Valois
- Crépy-en-Valois
- Duvy
- Éméville
- Feigneux
- Fresnoy-la-Rivière
- Gilocourt
- Glaignes
- Morienval
- Néry
- Orrouy
- Rocquemont
- Russy-Bémont
- Saintines
- Saint-Vaast-de-Longmont
- Séry-Magneval
- Trumilly
- Vauciennes
- Vaumoise
- Verberie
- Vez